# Südtiroler Pfadfinderschaft
Die Südtiroler Pfadfinderschaft (SP) ist ein deutschsprachiger katholischer Pfadfinderverband in Südtirol. In ihrer Arbeit orientiert sie sich stark an der Deutschen Pfadfinderschaft Sankt Georg (DPSG).

## Selbstverständnis
Die SP sucht den Weg zu Christus und lebt mit der Kirche. Sie baut auf den Grundlagen des Pfadfindertums nach der Idee des Gründers Robert Baden-Powell auf und passt sich den Erfordernissen in Südtirol an. Aufgabe der SP ist die Erziehung junger Menschen nach den Zielsetzungen und Methoden, die sich aus ihrer Ordnung ergeben. Die SP arbeitet ohne Gewinnabsicht und dient ausschließlich und unmittelbar gemeinnützigen Zwecken. Die SP ist nicht parteipolitisch orientiert.

## Geschichte
Die SP wurde am 25. April 1973 in Lichtenstern am Ritten als eigenständiger Kinder- und Jugendverband gegründet.
Die deutschsprachige Pfadfinderarbeit in Südtirol reicht etwas weiter zurück: 1969 lernte Dekan Georg Peer die Pfadfinderidee auf Seminaren der DPSG in Deutschland kennen. In den folgenden Jahren gab er die dort gemachten Erfahrungen bei Ausbildungskursen für Jungscharführer weiter.
1997 wurde die SP über die Associazione Guide e Scouts Cattolici Italiani (AGESCI) und die Federazione Italiana dello Scautismo (FIS) Mitglied der World Organization of the Scout Movement und der World Association of Girl Guides and Girl Scouts.

## Gliederungen
Es gibt in Südtirol acht aktive Stämme mit etwa 600 Mitgliedern.

### Stamm Brixen
Der Stamm Brixen wurde 1976 als Stamm St. Michael Brixen unter der Leitung von Walter Goller und Alfred Gargitter gegründet. Er zählt heute etwa 70 Mitglieder.

### Weitere Stämme
- Bruneck
- Eppan
- Gais
- Haslach (Bozen)
- Naturns
- Taufers
- Welsberg

## Stufen und Kleidung
Die SP arbeitet nach dem Stufensystem. Kinder und Jugendlichen werden je nach Alter und Reife einer der vier Stufen zugeteilt:
- Wölflinge: Kinder von 8 bis 11 Jahren tragen ein grünes Tuch.
- Jungpfadfinder: Kinder von 11 bis 14 Jahren tragen ein blaues Tuch.
- Pfadfinder: Jugendliche von 14 bis 16 Jahren tragen ein oranges Tuch.
- Rover und Assistenten: Jugendliche von 16 Jahren an tragen ein braunes Tuch.
- Leiter: Erwachsene, die eine Gruppe führen, tragen ein braunes Tuch mit gelbem Rand.
- Gilde: Erwachsene, die keine Leiterfunktion einnehmen und das dreißigste Lebensjahr erreicht haben, tragen ein gelbes Tuch mit rotem Rand

Die Südtiroler Pfadfinderinnen und Pfadfinder tragen ein graues Fahrtenhemd vergleichbar dem des VCP, jedoch mit Schulterklappe (vom VCP-eigenen Ausrüster F&F) und Halstücher in unterschiedlichen, der Stufe entsprechenden Farben.